# Cyril Gelblat
Cyril Gelblat, né le 14 juin 1977 à Nice est un réalisateur français.

## Filmographie

### Réalisateur
- 2002 : Âges ingrats (court-métrage)
- 2003 : Le Ballon prisonnier (court-métrage)
- 2008 : Les Murs porteurs
- 2016 : Tout pour être heureux
- 2019 : Selfie (segment Recommandé pour vous)
- 2021 : Mention particulière : bienvenue dans l'âge adulte (téléfilm)

### Scénariste
- 2002 : Âges ingrats
- 2008 : Les Murs porteurs (Trophée du premier scénario, décerné par le Centre national de la cinématographie)
- 2016 : Tout pour être heureux
- 2023 : Comme par magie